# خرس (مجموعه تلویزیونی)
خرس (انگلیسی: The Bear) مجموعه تلویزیونی کمدی-درام آمریکایی است که توسط کریستوفر استورر ساخته شده‌است. جرمی آلن وایت نقش سرآشپز جوان برندهٔ جایزه را ایفا می‌کند که به زادگاهش شیکاگو بازمی‌گردد تا آشپزخانهٔ به هم ریختهٔ ساندویچ فروشی برادر متوفی خود را مدیریت کند. بازیگران نقش مکمل شامل ابن ماس-بچراک، آیو ادبیری، لیونل بویس، لیزا کلمب-زایاس، ابی الیوت و متی متیسون می‌شوند.
خرس  در ۲۳ ژوئن ۲۰۲۲ از شبکه هولو آغاز به پخش کرد. این مجموعه مورد تحسین منتقدان قرار گرفته‌است، خصوصاً بابت کارگردانی و نقش‌آفرینی بازیگرانش. در ژوئیهٔ ۲۰۲۲، این مجموعه برای فصل دوم تمدید شد، که در ۲۲ ژوئن ۲۰۲۳ پخش شد و شامل ۱۰ قسمت بود. این سریال در جشنواره جوایز امی در سال ۲۰۲۴ به عنوان بهترین سریال کاندید و برنده شد.
فصل سوم این مجموعه در ۲۷ ژوئن ۲۰۲۴ با ۱۰ قسمت منتشر شد.فصل چهارم هم در ۲۶ ژوئن ۲۰۲۵ و با ۱۰ قسمت انتشار یافت. خرس برای فصل پنجم تمدید شده است.

## خلاصه داستان
یک سرآشپز جوان از دنیای غذاخوری‌های خوب به خانه در شیکاگو می‌آید تا رستوران کوچک و محلی برادرش را سر و سامان دهد و در عین حال با مشکلات روحی و عاطفی بعد از خودکشی برادرش دست و پنجه نرم می‌کند.

## بازیگران

### اصلی
- جرمی آلن وایت در نقش کارمن «کارمی» برزاتو
- ایبون ماس-باچراخ در نقش ریچارد «ریچی» جریموویچ
- آیو ادبیری در نقش سیدنی آدامو
- لیونل بویس در نقش مارکوس
- لیزا کولون-زایاس در نقش تینا
- ابی الیوت در نقش ناتالی «شکر» برزاتو
- ادوین لی گیبسون در نقش ابراهیم
- متی متیسون در نقش نیل فک
- خوزه سروانتس در نقش فرشته
- الیور پلات در نقش سیسرو
- کوری هندریکس در نقش گری
- ریچارد استراس در نقش مانی
- کریس ویتاسکه در نقش پیت
- جان برنتال در نقش مایکل «مایکی» برزاتو
- جوئل مک هیل به عنوان سرآشپز اجرایی
- مولی رینگوالد به عنوان مدیر جلسه الانون

## اپیزودها
The Bear قرار است در ۳ اوت ۲۰۲۲ در دیزنی+ در کانادا و در ۳۱ اوت ۲۰۲۲ در استرالیا و نیوزیلند منتشر شود.

## موسیقی
The Bear به خاطر موسیقی متن فیلم‌های کلاسیک راک آلترناتیو و جریان اصلی دهه‌های ۱۹۸۰ و ۱۹۹۰ که توسط خالق سریال کریستوفر استورر و تهیه‌کننده اجرایی جاش سنیور انتخاب شده بود، مورد ستایش منتقدان قرار گرفته‌است. برخی از آهنگ‌هایی که در این نمایش ارائه می‌شوند عبارتند از Wilco بومیان شیکاگو با «عنکبوت‌ها (Kidsmoke)» و «Via Chicago", "Let Down» از Radiohead , "Saint Dominic's Preview» از Van Morrison , "Animal» از Pearl Jam. ، و REM "Oh My Heart."

## نقد
وب‌سایت جمع‌آوری نقد Rotten Tomatoes، بر اساس ۳۳ بررسی منتقد، یک رتبه تأیید ۱۰۰٪ با میانگین امتیاز ۸٫۵/۱۰ گزارش کرده‌است. اجماع منتقدان این وب‌سایت می‌گوید: «خرس مانند یک ساندویچ پخته‌شده ماهرانه، ترکیب کاملی از مواد را جمع‌آوری می‌کند و آنها را برای جلب رضایت مطلوب روی هم می‌ریزد و خوشبختانه قسمت‌های خشک نان را برای خوشمزگی بیشتر ساندویچ حفظ می‌کند.» متاکریتیک بر اساس ۲۰ نقد منتقدان، میانگین نمره ۸۶ از ۱۰۰ را به سریال داده‌است که نشان دهنده «تحسین جهانی» است.